# Autostrada A8 (Polonia)
L'autostrada A8 è un'autostrada polacca che collega le città di Magnice e Breslavia. Fa parte della strada europea E67.